# Pretinha
Pretinha, pseudonimo di Delma Goncalves (Rio de Janeiro, 19 maggio 1975), è un'ex calciatrice brasiliana, di ruolo attaccante.

## Carriera

### Club
Pretinha è entrata a far parte del suo primo club, il Mendanha Futebol Clube all'età di 14 anni.  Dopo la convocazione nella Nazionale brasiliana, è stata ingaggiata dalla sezione femminile del Vasco da Gama.
Nel 2001, Pretinha e la connazionale Roseli furono ingaggiate dal Washington Freedom e nella partita inaugurale segnò il primo gol del campionato, un calcio di rigore contro il CyberRays, all'RFK Stadium. Con quattro gol nelle prime cinque partite, Pretinha concluse la stagione con cinque gol dopo aver giocato tutte le 21 partite di campionato. Alla fine della stagione, il Washington Freedom ha ceduto Pretinha al CyberRays.
Durante la sua prima stagione con il suo nuovo club nel 2002, l'allenatore Ian Sawyers ha affidato a Pretinha un ruolo di centrocampista più difensivo. Nel giugno 2003 segnò due gol al Washington Freedom pareggiando la partita contro il suo vecchio club. Capocannoniere della squadra, Pretinha mancò alla fine della stagione dopo essersi strappata il crociato anteriore del ginocchio destro durante un'amichevole internazionale tra Brasile e Stati Uniti nel luglio 2003. Nel 2005 è entrata a far parte della squadra giapponese INAC Kobe Leonessa della Nadeshiko League Division 2, il secondo livello del campionato femminile di calcio. Nell'anno del suo arrivo l'INAC Leonessa viene promosso nella Nadeshiko League Division 1, il massimo campionato giapponese. Il massimo risultato lo raggiunse nel 2008 arrivando seconda dietro il Nippon TV Beleza e fece parte delle migliori 11 del campionato.
Nel 2009 approdò all'Icheon Daekyo, squadra della WK league, massima serie del campionato sudcoreano di calcio. Con questa squadra nel 2009, nel 2011 e nel 2012 vinse il titolo nazionale.
Si ritirò dal calcio giocato nel 2017.

### Nazionale
Quando la Nazionale di calcio femminile brasiliana si stava preparando per la Coppa del Mondo inaugurale del 1991, giocò una partita di allenamento contro una squadra selezionata della Liga Desportiva de Nova Iguaçu (LDNI). Il Brasile vinse facilmente, ma Pretinha giocò così bene al punto di essers aggiunta alla rosa della nazionale per la Coppa del Mondo.
In Cina Pretinha giocò le ultime due partite del girone del Brasile; non viene fatta entrare nella vittoria per 1-0 sul Giappone, poi viene usata come sostituta nelle sconfitte contro Stati Uniti (0-5) e Svezia (0-2). La nazionale femminile brasiliana non giocò un'altra partita per oltre tre anni, fino a quando una sponsorizzazione permettè loro di giocare nel campionato sudamericano femminile di calcio del 1995. Pretinha in quel campionato segnò sei gol, quattro nella vittoria per 13-0 contro l'Ecuador e gli altri due nella vittoria per 8-0 contro l'Argentina.
Alla Coppa del Mondo femminile FIFA 1995 in Svezia, Pretinha segnò nella sconfitta per 2-1 contro il Giappone. Il Brasile arrivò ultimo nel Gruppo A, ma si qualificò per le Olimpiadi di Atlanta del 1996. Alle Olimpiadi Pretinha fu la capocannoniere con quattro gol (a parimerito con Ann Kristin Aarønes e Linda Medalen), però il Brasile concluse al quarto posto dopo la sconfitta per 3-2 nella finale 3º posto contro la Norvegia.
Pretinha rimase una giocatrice chiave per il Brasile alla Coppa del Mondo femminile FIFA 1999, dove arrivò terza, dopo la partita conclusa ai rigori 5-4 contro la Norvegia.
L'infortunio al ginocchio subito da Pretinha nel luglio 2003 l'ha esclusa dalla rosa del Brasile per la Coppa del Mondo femminile 2003.  Nonostante fosse senza club, è stata convocata per le Olimpiadi di Atene del 2004.  Ha segnato sia nella vittoria per 1-0 in semifinale contro la Svezia sia nella finale persa per 2-1 ai supplementari contro gli Stati Uniti, arrivando così al secondo posto.
Nei Giochi Panamericani 2007,  era prevalentemente una riserva. La finale è andata in scena allo stadio Maracanã nella sua città natale, è entrata al 78' al posto di Cristiane.
Come veterana di 32 anni, è stata convocata per la Coppa del Mondo 2007, in cui ha segnato un gol contro la Danimarca nella fase a gironi. nella finale è subentrata all'81' al posto di Tânia. Pretinha partecipò alle Olimpiadi di Pechino 2008 vincendo la medaglia d'argento quando il Brasile perse la finale 1-0 ai supplementari contro gli Stati Uniti. Quello è stato il suo ultimo contributo importante in nazionale, fino a quando è stata convocata sei anni dopo, per un'amichevole contro la Francia.

## Palmarès

### Club

#### Trofei nazionali
- WK League: 3

Icheon Daekyo: 2009, 2011, 2012

### Nazionali
- Campionato sudamericano femminile di calcio: 3

Brasile 1995, Argentina 1998, Perù-Ecuador-Argentina 2003